# Micythus pictus
Espèce
Micythus pictus est une espèce d'araignées aranéomorphes de la famille des Gnaphosidae.

## Distribution
Cette espèce se rencontrent en Birmanie et en Malaisie au Sabah,.

## Description
Le mâle holotype mesure 4,5 mm et le mâle de Bornéo 3,70 mm.

## Publication originale
- Thorell, 1897 : Viaggio di Leonardo Fea in Birmania e regioni vicine. LXXIII. Secondo saggio sui Ragni birmani. I. Parallelodontes. Tubitelariae. Annali del Museo Civico di Storia Naturale di Genova, sér. 2, vol. 17, p. 161-267 (texte intégral).